# 中津川駅
中津川駅（なかつがわえき）は、岐阜県中津川市太田町にある、東海旅客鉄道（JR東海）中央本線の駅である。駅番号はCF19。
2022年3月のダイヤ改正以降、特急「しなの」をのぞき当駅で運転系統が分離されている。詳細は「中央線 (名古屋地区)」を参照。
かつては飯田駅付近から当駅まで国鉄中津川線の計画があった。
しかし飯田市と中津川市を結ぶ鉄道路線は2027年以降開業予定のリニア中央新幹線によって形こそ違えど実現する見込みである。

## 歴史
- 1902年（明治35年）12月21日：官設鉄道多治見駅 - 当駅間開通と同時に中津駅（なかつえき）として開業[3][1]。一般駅[1]。
- 1908年（明治41年）8月1日：官設鉄道が当駅から坂下駅まで延長、途中駅になる[4]。
- 1909年（明治42年）10月12日：線路名称制定。中央西線の所属となる。
- 1911年（明治44年）
  - 5月1日：線路名称改定[5]。当駅を含む中央西線が中央本線に編入される[5]。
  - 6月1日：中津川駅に改称[1]。
- 1924年（大正13年）8月5日：北恵那鉄道線 中津町駅 - 下付知駅間が開通[6]。
- 1932年（昭和7年）8月26日：四ツ目川で発生した土石流が当駅構内に襲来、死者2名・家屋流出73棟等の被害を受ける[7]。
- 1974年（昭和49年）8月22日：跨線橋の供用開始（この時点で地下道は供用済み）[8]。
- 1978年（昭和53年）
  - 駅舎改築[2]。
  - 9月18日：北恵那鉄道線 中津町駅 - 下付知駅間 廃止。
- 1984年（昭和59年）1月10日：車扱貨物の取扱いを廃止[1]。
- 1986年（昭和61年）11月1日：荷物の取扱いを廃止[1]。
- 1987年（昭和62年）4月1日：国鉄分割民営化に伴い、JR東海の駅となる[1][9]。
- 1997年（平成9年）10月1日：特急「しなの」が全列車停車となる[10]。
- 2006年（平成18年）11月25日：名古屋方面でICカード「TOICA」の利用が可能となる。

## 駅構造
単式ホーム1面1線と島式ホーム1面2線、合計2面3線のホームを持つ地上駅。2つのホームは北側にある跨線橋と南側にある地下通路で連絡している。1・3番線が本線、2番線が副本線となっている。この他、ホームのない側線（留置線）が、3番線の西側に数本あり、夜間滞泊の設定がある。
駅長・駅員配置駅（直営駅）である。管理駅として、武並駅 - 野尻駅間の各駅を管理している。構内東側の単式ホーム（1番線）に隣接した駅舎内部にはJR全線きっぷうりば、自動券売機、自動改札機が設置されている。
店舗はベルマートのほか、喫茶店などがある。かつては立ち食いそばや駅弁の販売もあった。

### のりば
| 番線 | 路線        | 方向               | 行先               | 備考     |
| ---- | ----------- | ------------------ | ------------------ | -------- |
| 1    | CF 中央本線 | 上り               | 多治見・名古屋方面 | 特急含む |
| 2    | CF 中央本線 | 上り               | 多治見・名古屋方面 |          |
| 下り | CF 中央本線 | 木曽福島・長野方面 |                    |          |
| 下り | CF 中央本線 | 木曽福島・長野方面 | 3                  | 特急含む |

（出典：JR東海:駅構内図）
駅西側に、中津川運輸区がある。かつては、ここに中央本線木曽谷区間の要衝として中津川機関区があり、1973年（昭和48年）の塩尻 - 中津川間電化まで多数のD51形蒸気機関車が在籍していた。また、同線恵那駅から出ていた明知線の気動車の日常整備を担当していたことから、電化区間にありながらキハ52形などが留置されている状態も1985年（昭和60年）まで見られた。

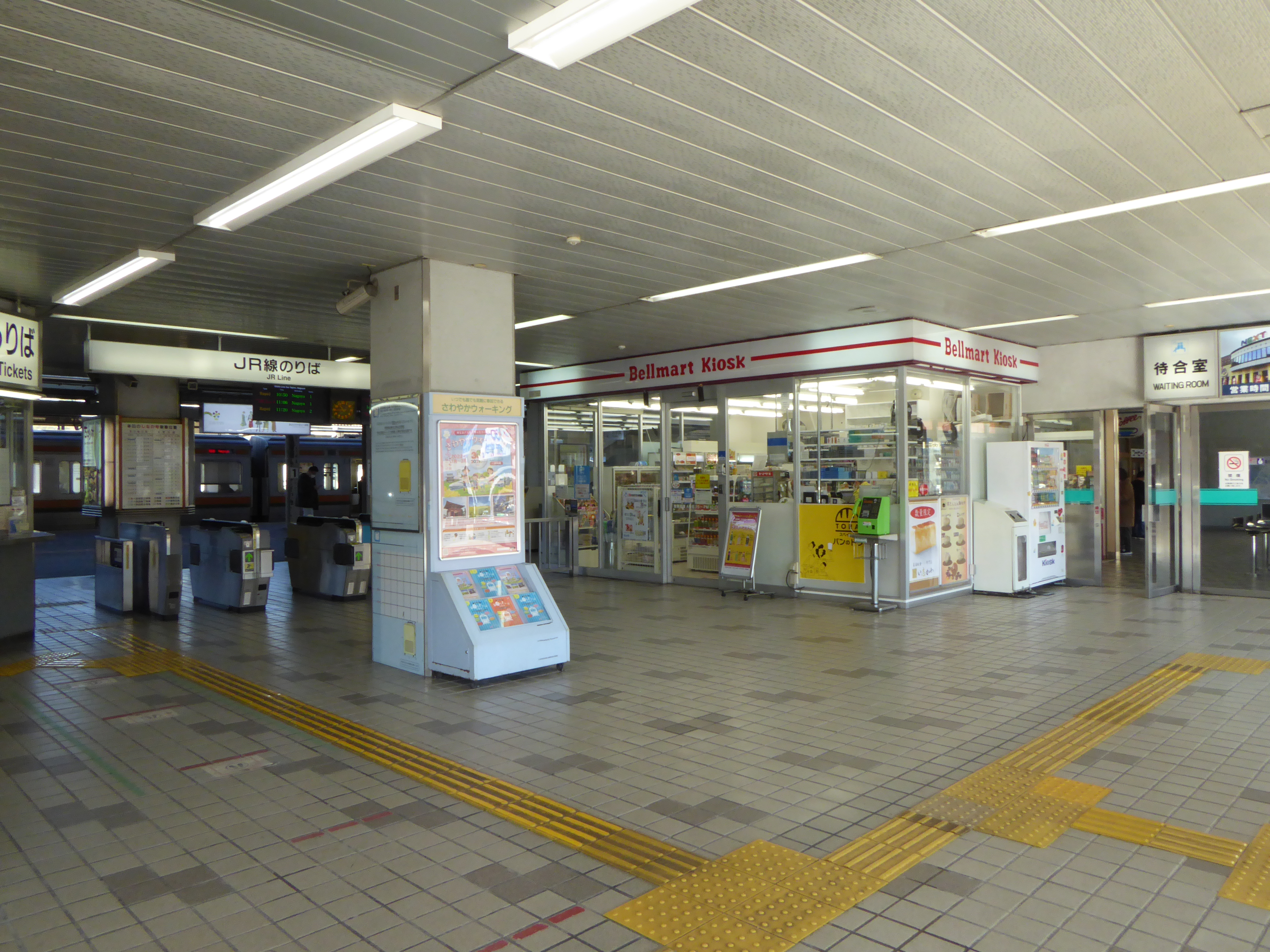
駅舎内
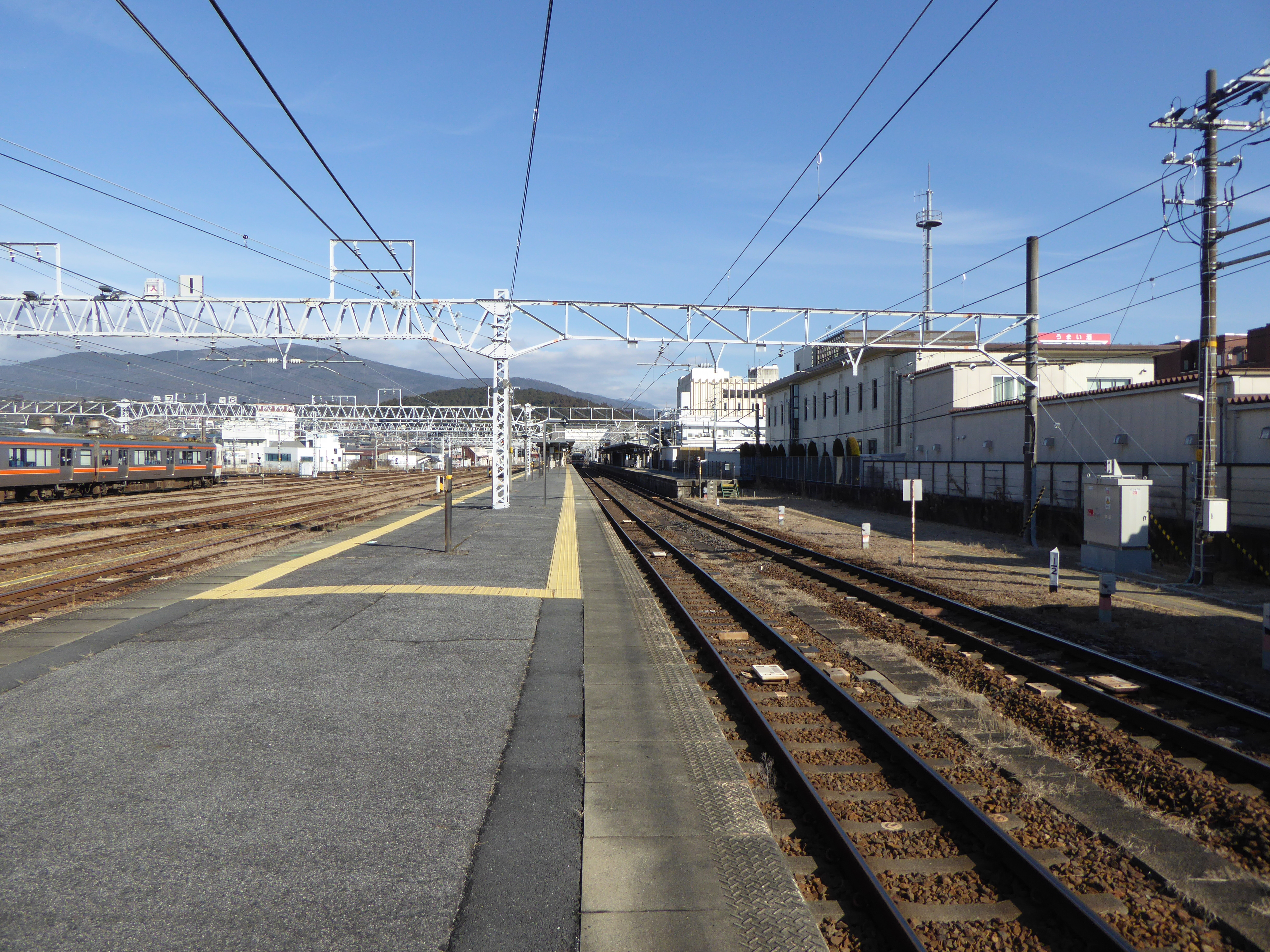
駅構内
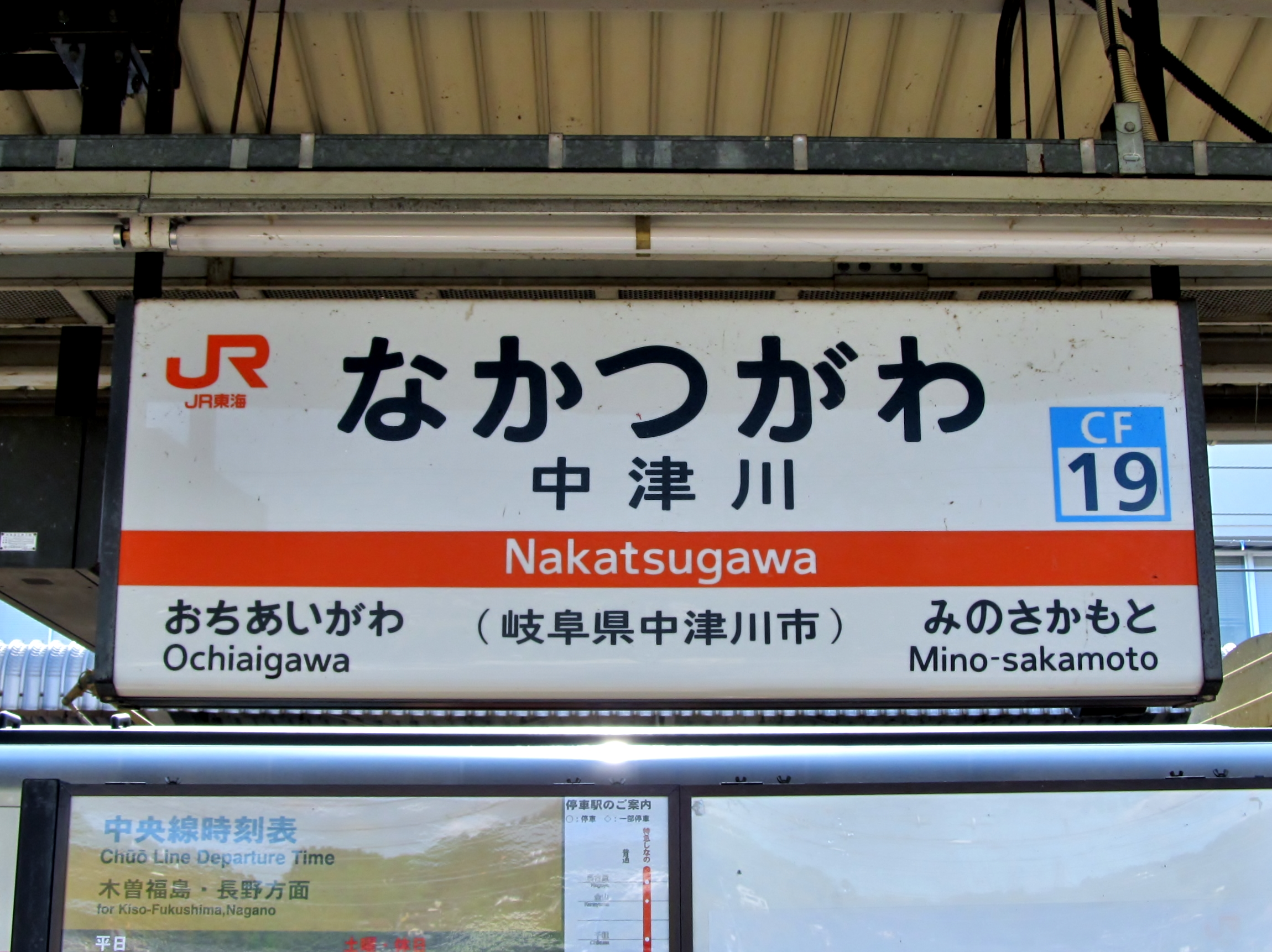
駅名標

## 利用状況
「岐阜県統計書」「中津川市統計書」によると、当駅の1日平均乗車人員は以下の通り推移している。
| 年度               | 1日平均 乗車人員 |
| ------------------ | ---------------- |
| 2000年（平成12年） | 3,806            |
| 2001年（平成13年） | 3,720            |
| 2002年（平成14年） | 3,566            |
| 2003年（平成15年） | 3,563            |
| 2004年（平成16年） | 3,568            |
| 2005年（平成17年） | 3,594            |
| 2006年（平成18年） | 3,521            |
| 2007年（平成19年） | 3,546            |
| 2008年（平成20年） | 3,548            |
| 2009年（平成21年） | 3,440            |
| 2010年（平成22年） | 3,446            |
| 2011年（平成23年） | 3,420            |
| 2012年（平成24年） | 3,427            |
| 2013年（平成25年） | 3,525            |
| 2014年（平成26年） | 3,432            |
| 2015年（平成27年） | 3,487            |
| 2016年（平成28年） | 3,424            |
| 2017年（平成29年） | 3,417            |
| 2018年（平成30年） | 3,400            |
| 2019年（令和元年） | 3,350            |
| 2020年（令和02年） | 2,405            |
| 2021年（令和03年） | 2,565            |

## 駅周辺
駅東側の中山道中津川宿エリアと駅前通りを中心に市街地を形成している。
| - ルビットタウン中津川 - 中津川駅前郵便局 - 中津川郵便局 - 中山道中津川宿 - 中津川市にぎわいプラザ - 旧・ダイエー中津川店。 - 本町公園 - D51 266号機が静態保存されている。 - 中津川市子ども科学館 | - 中津川市中山道歴史資料館 - 中津川市立東小学校 - 岐阜県立中津高等学校 - 岐阜県立中津商業高等学校 - 国道19号 - 岐阜県道71号中津川停車場線（通称：レジストロ通り） - 中津川市ひと・まちテラス |

## バス路線
駅前にのりばがある。路線バスは全て北恵那交通の路線となっている（発着する路線についてはバス事業者の記事を参照）。高速バスは東京方面（中央ライナー可児号・ドリーム可児号）への路線が発着している。

## その他
- TOICAは坂下・南木曽・木曽福島方面は対象外である。

## 隣の駅
東海旅客鉄道（JR東海）
CF 中央本線
- 特急「しなの」停車駅

■快速・■区間快速・■普通
中津川駅 (CF19) - 美乃坂本駅 (CF18)
■普通
落合川駅 - 中津川駅 (CF19)